# Julian Krainin
Julian Krainin (* 24. Januar 1941) ist ein US-amerikanischer Filmproduzent, Filmregisseur, Kameramann und Drehbuchautor, der auf der Oscarverleihung 1974 mit einem Oscar ausgezeichnet wurde für den besten Dokumentar-Kurzfilm Princeton: A Search for Answers.

## Leben
Krainin begann seine Laufbahn 1962 als Filmproduzent und Kameramann des dokumentarischen Kurzfilms The John Glenn Story. In den folgenden Jahrzehnten widmete er sich insbesondere Dokumentarfilmen und dokumentarischen Kurzfilmen, aber auch der Filmproduktion von Kino- und Fernsehfilmen.
Gemeinsam mit DeWitt Sage wurde er 1972 erstmals für einen Oscar nominiert, und zwar für  Art Is… in der Kategorie „Bester Dokumentar-Kurzfilm“. 1974 erhielt er zusammen mit DeWitt den Oscar für den besten Dokumentar-Kurzfilm für die gemeinsame Produktion Princeton: A Search for Answers.
Auf der Oscarverleihung 1995 war er zusammen mit Michael Jacobs, Michael Nozik und Robert Redford mit dem Independentfilm Quiz Show für einen Oscar für den besten Film nominiert. Darüber hinaus war das Quartett für die Produktion dieses Films auch für den British Academy Film Award (BAFTA Film Award) in der Kategorie „Bester Film“ nominiert.
1997 gewann Krainin zusammen mit einigen Co-Produzenten den CableACE Award für die Filmbiografie George Wallace sowie eine Nominierung für den Emmy. Für den Fernsehfilm Ein Werk Gottes (2004) erhielt Krainin 2005 mit dem Regisseur Joseph Sargent, den Drehbuchautoren sowie einigen Co-Produzenten einen Emmy sowie einen Christopher Award in der Kategorie „Herausragender Fernsehfilm“.

## Filmografie (Auswahl)
- 1972: Art Is… (Kurz-Dokumentation)
- 1974: Princeton: A Search for Answers (Kurz-Dokumentarfilm)
- 1988: Inferno auf Rampe 7 (Disaster at Silo 7)
- 1994: Quiz Show
- 1997: Wallace (George Wallace)
- 2004: Ein Werk Gottes (Something the Lord Made)